# Condecoración Protector de los Pueblos Libres General José Artigas
La Condecoración "Protector de los Pueblos Libres General José Artigas" fue una condecoración civil creada por la dictadura cívico-militar de 1973-1985 en Uruguay y otorgada por las autoridades de facto de la época a personas que hubieran contribuido con actos o servicios extraordinarios prestados en beneficio del país. Fue abolida el 13 de marzo de 1985 con la restauración democrática, tras la derogación de las normas que la estatuyeron por la Ley N° 15738.

## Historia y regulación
Esta condecoración fue creada mediante la autodenominada Ley N° 14413 del 12 de agosto de 1975 por el Consejo de Estado, el órgano que hacía las veces de Poder Legislativo durante la dictadura, con la modificación de la también autodenominada Ley N° 14581 del 13 de diciembre de 1978 del Consejo de Estado. Fue nombrada en homenaje a la figura de José Artigas.
Para su diseño se llamó a un concurso público, el cual ganó el grupo de alumnos del Centro de Talleristas de Joyería dirigido por el arquitecto Greco. Para su elaboración se invitó a la Gremial de Joyería y Relojería de la Asociación Comercial y al Centro de Talleristas de Joyeros y Afines. A partir de estas invitaciones se presentaron tres propuestas, de las que ganó la de Marcelo Mascherini.
Tras la restauración democrática, se promulga la Ley N° 15738 del 13 de marzo de 1985 que valida con fuerza de ley —debido a que formalmente estos actos fueron dictados por un órgano no habilitado constitucionalmente para dictar leyes— los actos legislativos dictados por el Consejo de Estado desde el 19 de diciembre de 1973 hasta el 14 de febrero de 1985 —para no lesionar los intereses legítimos generados al amparo de su aplicación— y pasándolos a llamar "Decretos-Leyes" (artículo 1°), aunque en su artículo 4° a continuación deroga varios de esos Decretos-Leyes, entre ellos los que regulaba a esta Condecoración.

## Administración
Había un Consejo Honorario Asesor, que estaba integrado por un ciudadano designado por el Poder Ejecutivo, como presidente, otro por el Poder Legislativo y un tercero por el Poder Judicial. La iniciativa, trámite y decisión del Consejo eran de carácter reservado.

## Características
La condecoración tenía un diámetro de 40 milímetros y 4 milímetros de espesor. Fue confeccionada en oro, representando al sol de la patria, con ocho puntos en las cuales iba incrustada una amatista de forma cuadrada. En su centro iba un topacio facetado de tipo brillante. El sol tenía una terminación en mate y presentaba la inscripción "PROTECTOR DE LOS PUEBLOS LIBRES — GENERAL JOSÉ ARTIGAS" pulimentada.

## Otorgamiento
Durante su vigencia se otorgaba a las personas merecedoras del reconocimiento público por sus talentos o virtudes excepcionales, que se hubiesen traducido en actos o servicios extraordinarios prestados en beneficio de Uruguay. Asimismo, se otorgaba a los Jefes de Estado extranjeros que la merecieran, a criterio de quien detentaba el cargo de Presidente de la República. También posteriormente a "instituciones o símbolos patrios, nacionales o extranjeros".
Era conferida por el presidente de la República actuando en acuerdo con el ministro o ministros competentes a su iniciativa, tras el dictamen del Consejo Honorario Asesor. El dictamen no era necesario en caso de otorgamiento a gobernantes extranjeros.

## Galardonados
Durante su vigencia, fueron galardonados con esta condecoración: 
| Beneficiario | Motivo | Resolución | Ref.   |
| --- | --- | ---------- | ------ |
| Juana de Ibarbourou | Por su labor literaria relevante, reconocida en Uruguay y en el resto de América que le valió el título de "Juana de América". | 1412/975   | [ 7 ]  |
| Alfredo Stroessner | Entrega directa por ser jefe de Estado. | 300/976    | [ 8 ]  |
| Augusto Pinochet Ugarte | Entrega directa por ser jefe de Estado. | 415/976    | [ 9 ]  |
| Hugo Banzer Suárez | Entrega directa por ser jefe de Estado. | 494/976    | [ 10 ] |
| Jorge Rafael Videla | Entrega directa por ser jefe de Estado. | 914/977    | [ 11 ] |
| Ernesto Geisel | Entrega directa por ser jefe de Estado. | 915/977    | [ 12 ] |
| Emilio Eduardo Massera | Entrega directa por ser miembro de la Junta Militar, órgano supremo en la dictadura argentina. | 1714/977   | [ 13 ] |
| Orlando Ramón Agosti | Entrega directa por ser miembro de la Junta Militar, órgano supremo en la dictadura argentina. | 1715/977   | [ 14 ] |
| Pabellones nacionales de las Fuerzas Conjuntas (Fuerzas Armadas y la policía), de la Universidad de la República y de la Universidad del Trabajo | Con el "fin de enaltecer el sentido de la orientalidad y afirmar el espíritu de nacionalidad" del país, condecorando a "las banderas de tres instituciones nacionales que en diferentes campos simbolizan la Nacionalidad Oriental", por las que se simboliza "el orden y seguridad pública, valores de la cultura y la formación de las fuerzas del trabajo". | 2564/978   | [ 15 ] |